# Phaegorista formosa
Phaegorista formosa är en fjärilsart som beskrevs av Butler 1877. Phaegorista formosa ingår i släktet Phaegorista och familjen nattflyn. Inga underarter finns listade i Catalogue of Life.